# St-Marcellin (Boulbon)

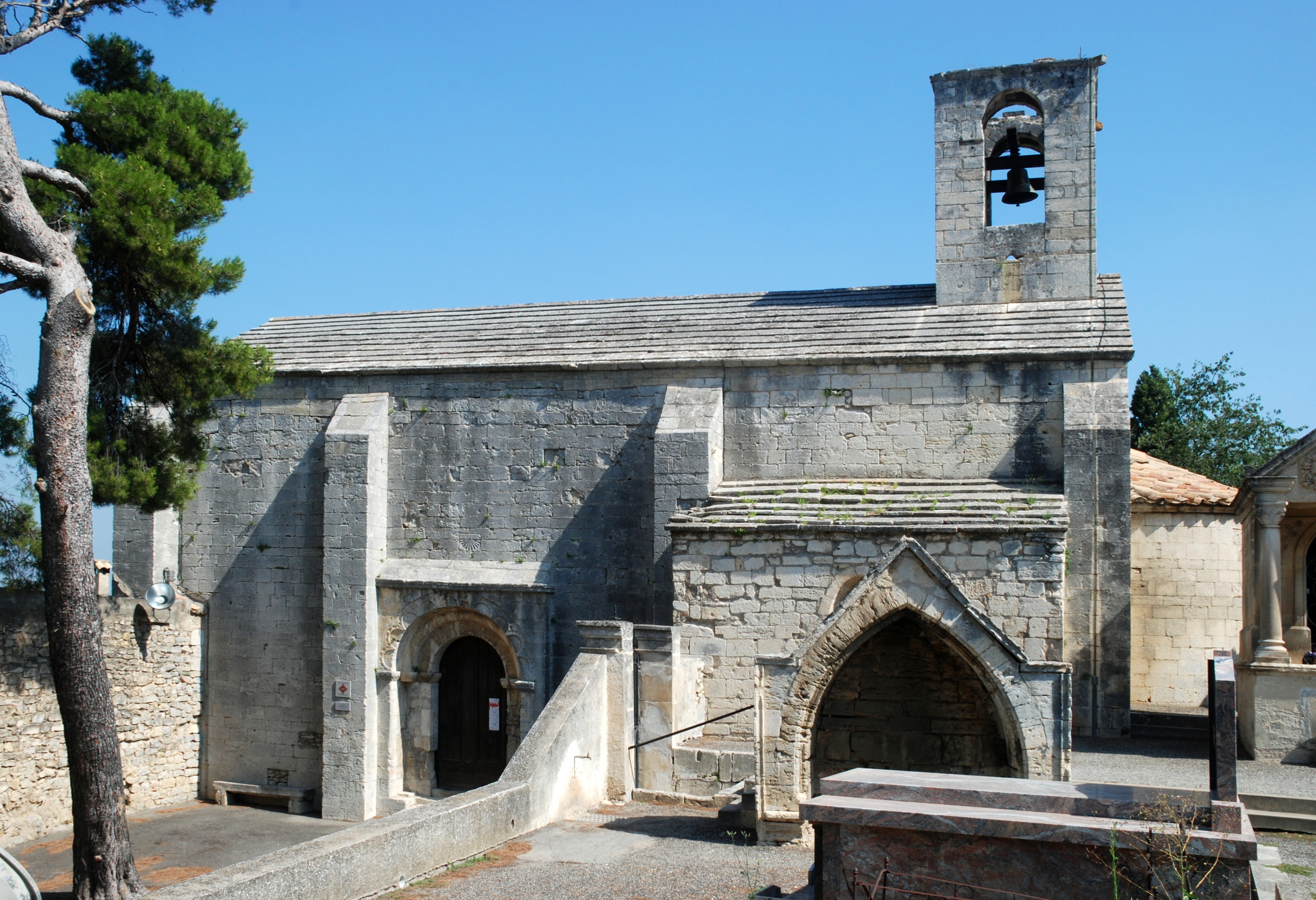
Kapelle Saint-Marcellin

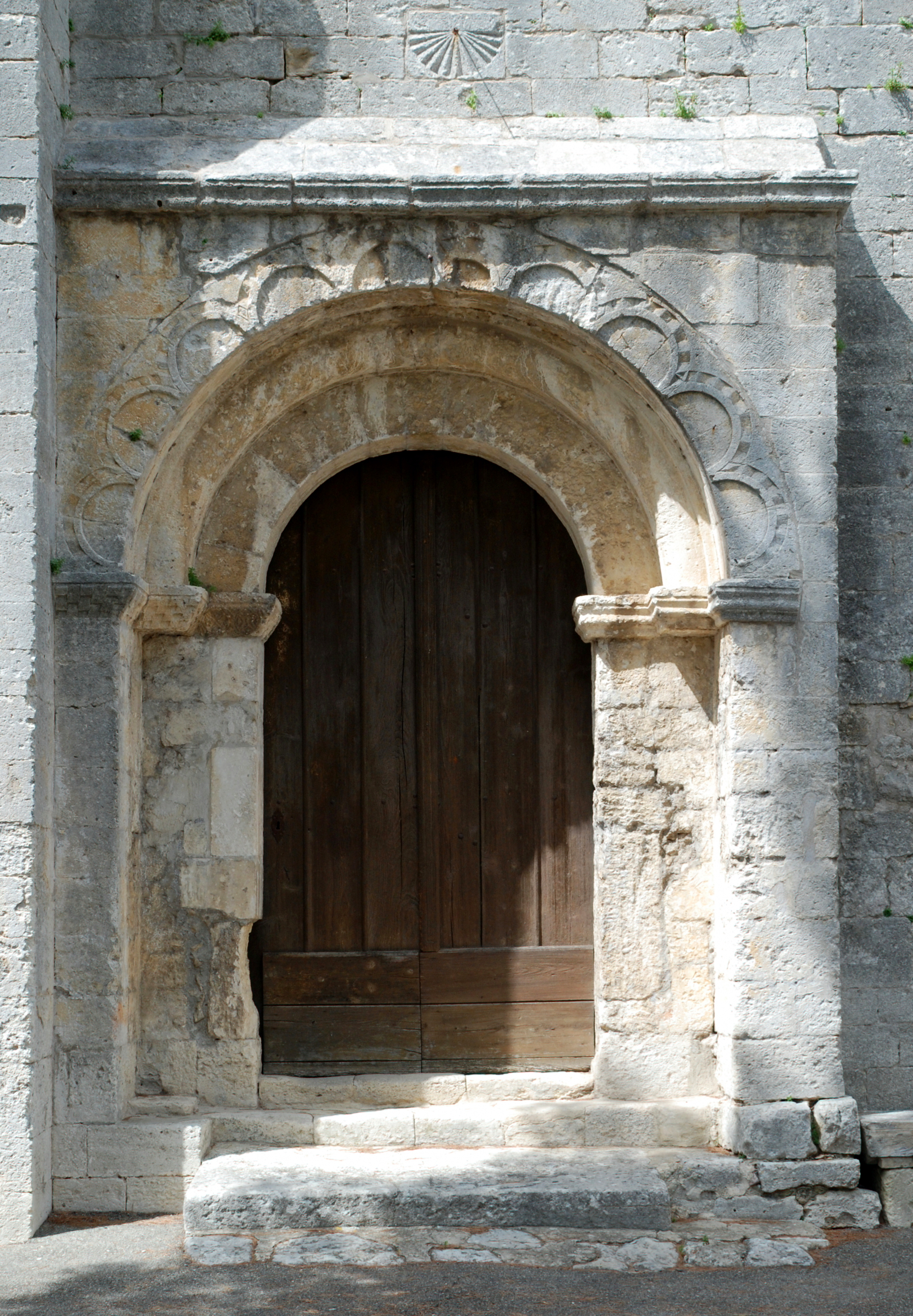
Portal der Kapelle

Die katholische Kapelle Saint-Marcellin in Boulbon, einer französischen Gemeinde im Département Bouches-du-Rhône in der Region Provence-Alpes-Côte d’Azur, wurde in der zweiten Hälfte des 12. Jahrhunderts errichtet. Die Kapelle ist seit 1904 ein geschütztes Kulturdenkmal (Monument historique).

## Geschichte
Die Kapelle, die dem heiligen Marcellus geweiht ist, befindet sich westlich des Ortes in einem Kiefernwäldchen nahe dem Friedhof. Ein Vorgängerbau aus dem 11. Jahrhundert stand an gleicher Stelle. An einem der Strebepfeiler ist die Jahreszahl 1175 eingraviert. Bis 1628 war der Kirchenbau die Pfarrkirche des Ortes.

## Architektur
Die kleine Kapelle ist aus Hausteinen gemauert und wird von einem geschieferten Satteldach gedeckt. Der halbrunde Chor besitzt ein Dach aus Tonziegeln. Aus dem Vorgängerbau stammt ein aus einem Steinblock gehauenes Kuppelfenster mit Christusmonogramm, einer segnenden Hand und einem kreuztragenden Lamm. Auf dem Giebel der Kapelle sitzt ein Dachreiter mit einer Glocke. Das kleine Südportal besitzt drei Archivolten, die äußere ist mit einem Fries aus Halbkreisen verziert.